# Neocyclops
Neocyclops – rodzaj widłonogów z rodziny Halicyclopidae. Nazwa naukowa tego rodzaju skorupiaków została opublikowana w 1927 roku przez zoologa Roberta Gurneya.

## Podział systematyczny
Do rodzaju należą następujące gatunki:

- Neocyclops affinis Dussart, 1974
- Neocyclops australiensis Karanovic, 2008
- Neocyclops dussarti Karanovic, 2008
- Neocyclops ferrarii Rocha C.E.F., 1995
- Neocyclops geltrudeae Pesce & Galassi, 1993
- Neocyclops herbsti Petkovski, 1986
- Neocyclops hoonsooi Lee & Chang, 2015
- Neocyclops improvisus Plesa, 1973
- Neocyclops magnus (Sewell, 1949)
- Neocyclops mediterraneus (Kiefer, 1960)
- Neocyclops medius Herbst, 1955
- Neocyclops monchenkoi Karanovic, 2008
- Neocyclops papuensis Fiers, 1986
- Neocyclops parvus (Sewell, 1949)
- Neocyclops petkovskii De Laurentiis, Pesce & Halse, 1997
- Neocyclops pilbarensis Karanovic, 2008
- Neocyclops remanei (Herbst, 1952)
- Neocyclops salinarum (Gurney, 1927)
- Neocyclops sharkbayensis Karanovic, 2008
- Neocyclops stocki Pesce, 1985
- Neocyclops trajani Karanovic, 2008
- Neocyclops tropicus Karanovic, 2008
- Neocyclops vicinus (Herbst, 1955)
- Neocyclops wellsi Petkovski, 1986